# تربقان
تربقان هي قرية في مقاطعة كاشمر، إيران. عدد سكان هذه القرية هو 1,515 في سنة 2006.